# 阿彦
阿彦（読み方：？）は、『豊受太神宮禰宜補任次第』などに登場する、垂仁天皇の時代に存在したとされる伝説上の人物。

## 伝説の概要
『群書類従』所収の『豊受太神宮禰宜補任次第』によれば、阿彦は越国にいた凶賊であり、皇化に従わなかったため、大若子命に討伐されたという。

## 伝説の分布
阿彦の伝説は、北陸地方に存在している。
『佐渡国寺社境内案内帳（宝暦寺社帳）』には、佐渡国（現・佐渡市）賀茂郡の式内社・大幡神社の祭神は大若子命であり、北狄（阿彦）を討伐したために「大幡主命」と呼ばれるようになったと記されている。
安政5年（1859年）に長沼寛之輔によって記された『北越雑記』や、渡辺世祐、花見朔巳、布施秀治らによって記された『越佐史料』によれば、越後国（現・新潟県）魚沼郡の式内社である魚沼神社には阿彦の霊を祀るという伝承があるという。